# Брайтенфельд-ам-Танненригель
Брайтенфельд-ам-Танненригель (нем. Breitenfeld am Tannenriegel) — коммуна (нем. Gemeinde) в Австрии, в федеральной земле Штирия. 
Входит в состав округа Лайбниц.  Население составляет 204 человека (на 31 декабря 2005 года). Занимает площадь 4,41 км². Официальный код  —  61004.

## Политическая ситуация
Бургомистр коммуны — Франц Хакль (АНП) по результатам выборов 2005 года.
Совет представителей коммуны (нем. Gemeinderat) состоит из 9 мест.
- АНП занимает 9 мест.